# Бересклет бородавчатый
Берескле́т борода́вчатый (лат. Euonymus verrucosus) — невысокий листопадный кустарник, вид рода Бересклет (Euonymus) семейства Бересклетовые (Celastraceae). Растение широко распространено в Евразии, в том числе в европейской части России. Ядовитое растение. Ранее использовалось для получения гуттаперчи.
Растение имеет три характерных особенности, по которым его легко отличить от других деревьев и кустарников европейской части России: многочисленные чечевички (бородавочки) на побегах, «мышиный» запах цветков и похожие на головастиков чёрные семена с оранжевыми присемянниками, свешивающиеся из розовых плодов.

## Название
Видовой эпитет verrucosus («бородавчатый») происходит от латинского слова verruca («бородавка»). Ранее слово Euonymus считалось женского рода, поэтому научное название вида записывалось как Euonymus verrucosa (такой вариант написания встречается в русскоязычной ботанической литературе до настоящего времени).

## Распространение
Бересклет бородавчатый чаще всего встречается в широколиственных (особенно в дубравах) и хвойно-широколиственных лесах. Предпочитает плодородные почвы, богатые известью. Теневыносливый мезофит.
Распространён в горах Южной, Центральной и Юго-Восточной Европы, в европейской части России от Пскова до Предуралья. Имеется во многих заповедниках европейской части России, Кавказа, Прибалтики. Растёт также в Турции, Иране, Китае, Японии, Корее.

## Ботаническое описание
Прямостоячий листопадный кустарник высотой обычно от одного до двух метров, иногда до 3,5 м либо небольшое дерево высотой до пяти и даже шести метров. Время жизни растения — до пятидесяти лет. За первые пятнадцать лет куст вырастает примерно до полутора метров, после чего его рост существенно замедляется, а после тридцати лет прекращается.
Корневая система поверхностная, с большим количеством мочковатых корешков.

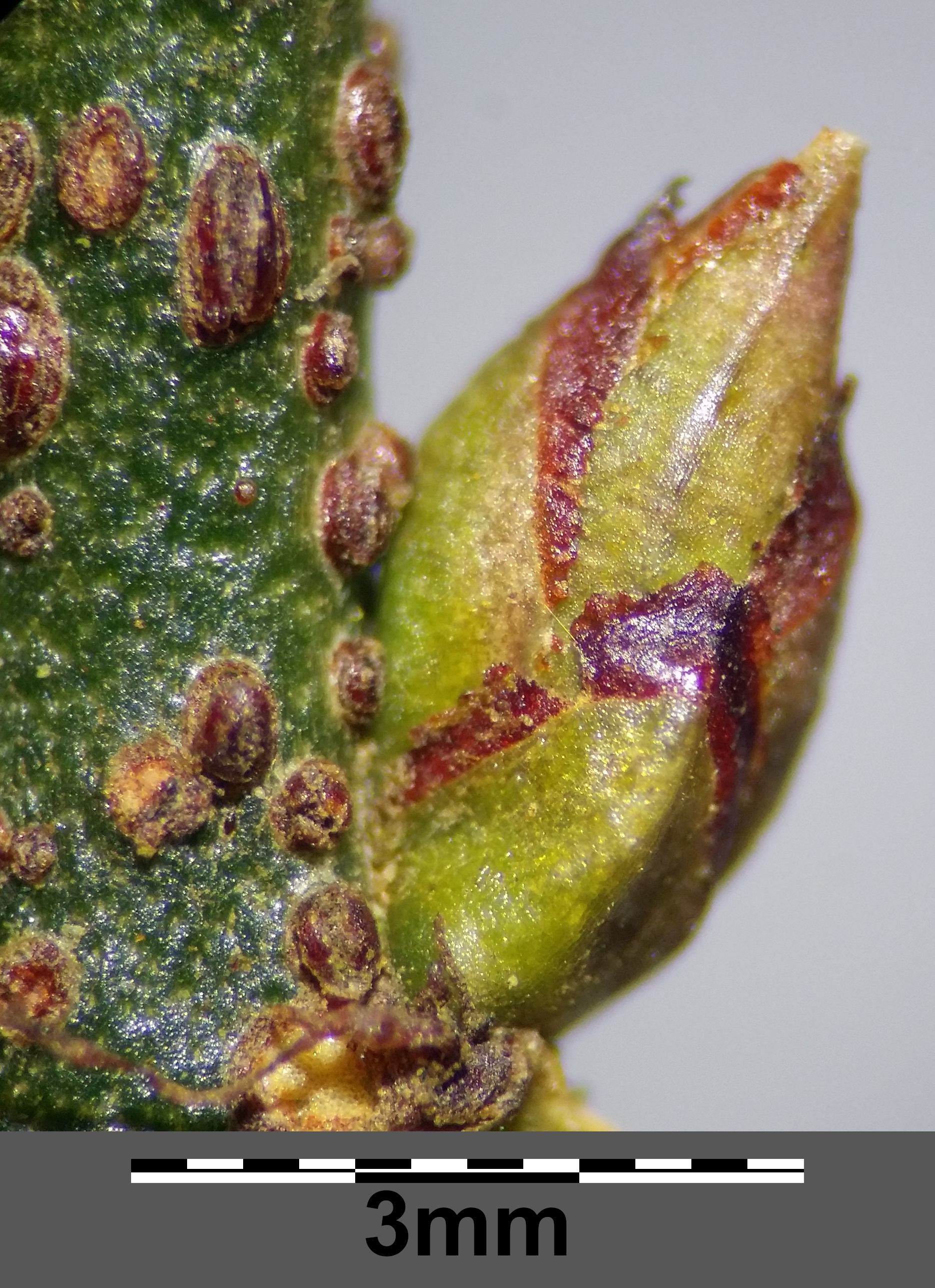
Почка крупным планом

Кора сероватая либо черноватая. Ветви тонкие, покрыты множеством бурых или чёрно-бурых бугорков — наростов (бородавочек), из-за которых вид и получил своё название. Эти образования (так называемые «чечевички») состоят из рыхлой ткани, через которую может проходить воздух, и служат отдушинами в опробковевшем покрове ветвей — через них дышат живые ткани. Молодые ветки очень тонкие, тёмно-зелёные, с гребневидными выростами из опробковевшей ткани, которые служат для повышения прочности, округлые в сечении.

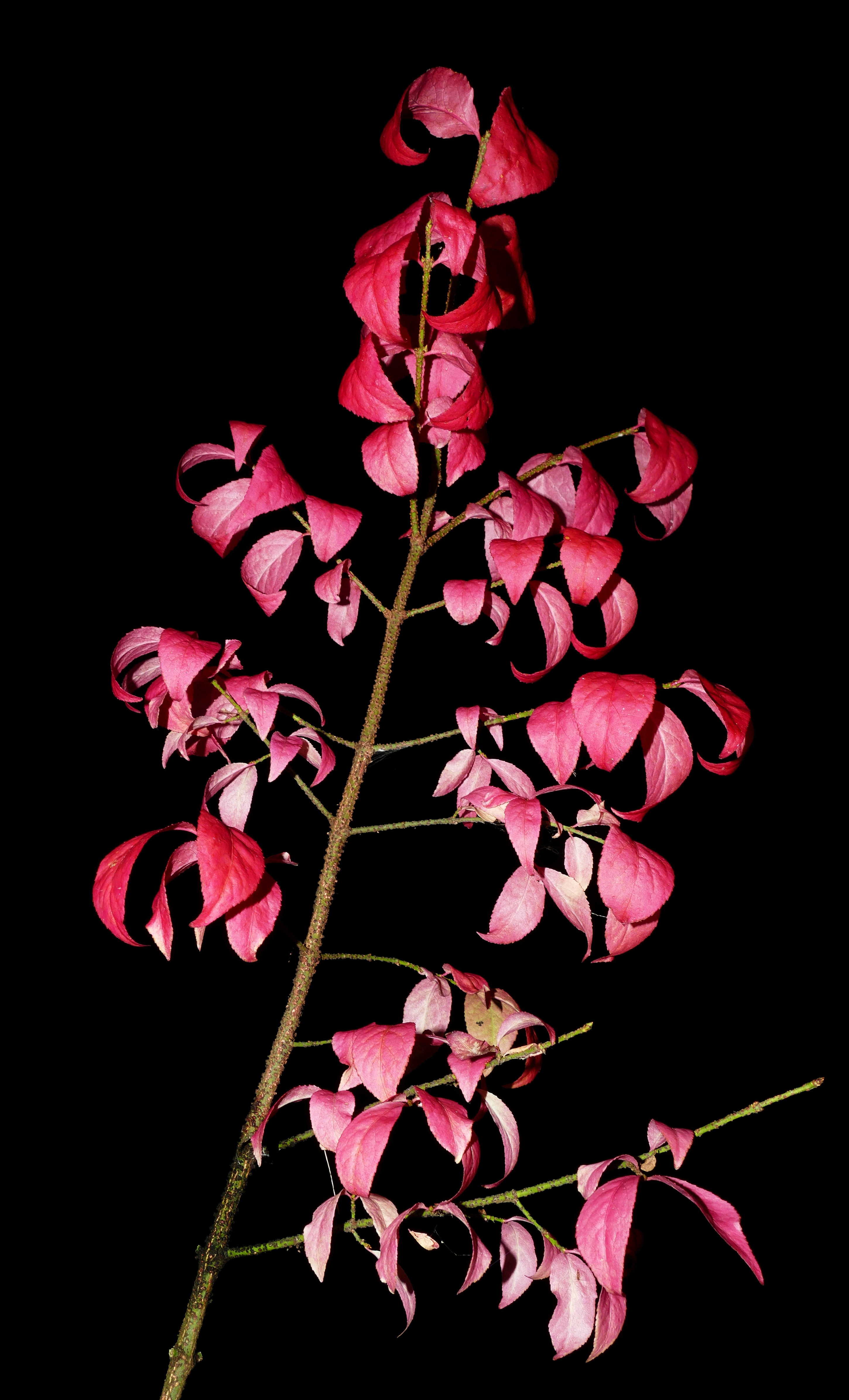
Розовая окраска осенних листьев

Почки яйцевидно-конической формы, длиной от 3 до 5 мм, килеватые; почечные чешуи зелёные, с широкой бурой каймой по краю, нижние — зубчатые по краю. Листья простые, супротивные, гладкие, яйцевидно-продолговатые, по краю мелкопильчатые. Зелёная весенняя и летняя окраска осенью сменяется на розовую или красно-розовую. Сеянцы бересклета бородавчатого в течение нескольких лет могут сохранять как семядоли, так и настоящие листья (в условиях Подмосковья — до трёх лет, а иногда, под пологом леса, — даже до 7—8-летнего возраста). Данная особенность указывает на то, что когда-то бересклеты были вечнозелёными растениями.

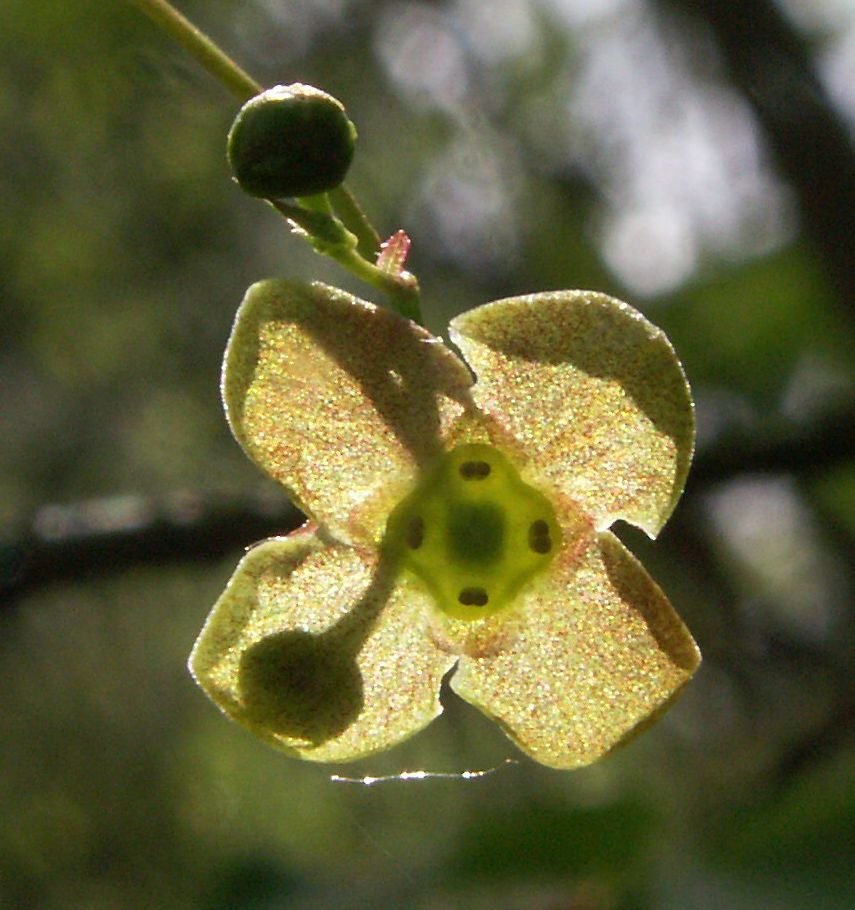
Бересклет бородавчатый, бутон (вверху) и цветок крупным планом

Цветки мелкие, невзрачные, относительно плоские; собраны в небольшие метельчатые соцветия (по три, пять или семь штук), расположенные в пазухах листьев на длинных цветоножках. Чашелистиков четыре, они плотно прилегают к лепесткам. Лепестков также четыре; их окраска зеленоватая, зеленовато-бурая, коричневатая; они имеют округлую форму, широко распростёрты, расположены в одной плоскости. Тычинок четыре, они прикреплены к мясистому нектарному диску. Столбиков также четыре, они находятся в центре нектарного диска. Запах у цветков неприятный, «мышиный». Бересклет бородавчатый начинает цвести в мае и время начала его цветения обычно совпадает с временем начала цветения ландыша майского (Convallaria majalis). Продолжительность цветения — несколько недель. Опыление происходит с помощью насекомых — цветки бересклета бородавчатого привлекают прежде всего цветочных мух с короткими хоботками.
Плод бересклета бородавчатого — кожистая сухая четырёхраздельная коробочка, внутри которой находятся семена, покрытые сочной мясистой тканью — присемянником. С той стороны, которая выступают наружу, семена чёрные или серые, а с той, которая погружена в присемянник, — светлые; сам присемянник окрашен в ярко-красный или розовато-оранжевый цвет. Незрелые коробочки — шаровидные или грушевидные, бледно-зелёные; позже, при полном дозревании, приобретают розовую или тёмно-розовую окраску. Коробочки раскрываются четырьмя створками, но семена с присемянниками после этого не выпадают, как это происходит у подавляющего большинства цветковых растений, а повисают, подобно серьгам, на «ниточках» (которые правильнее называть семяножками). Такое расположение семян и присемянников, а также сочетание контрастной окраски (розовой у створок коробочки, оранжевой у присемянников и чёрной у семян) делает созревшие плоды растения очень заметными, что важно для их распространения. Мякоть присемянников имеет сладковатый вкус, что привлекает многих птиц, при этом основным разносчиком семян бересклета бородавчатого является коноплянка (Carduelis cannabina). Созревают плоды в августе — сентябре. Масса 1000 плодов составляет около 650 г, масса 1000 семян — от 20 до 28 г.

## Химический состав, токсичность
Бересклет бородавчатый, как и почти все остальные виды этого рода, — ядовитое растение. Ядовиты все части растения.

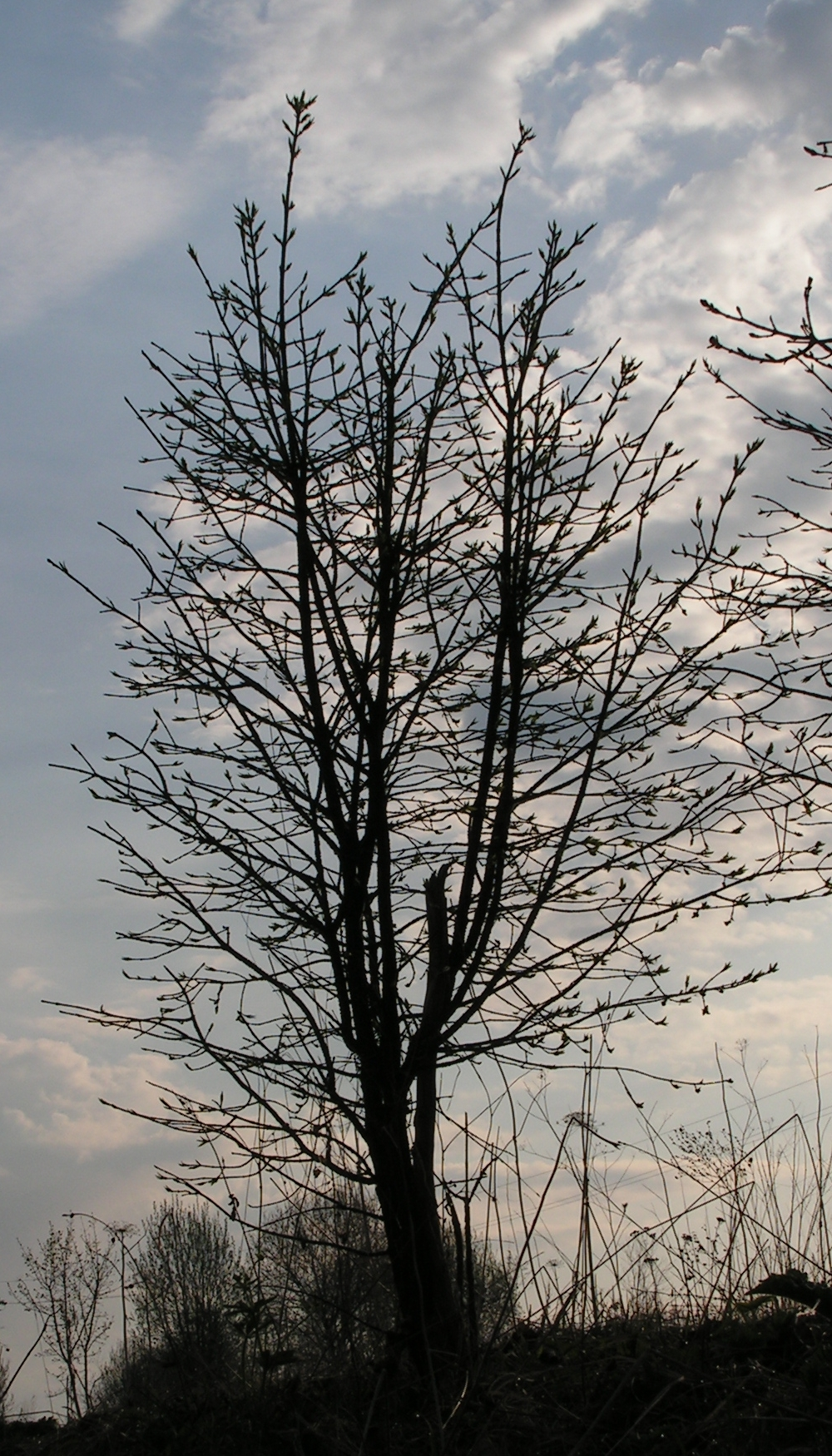
Габитус отдельно стоящего взрослого растения

Наиболее вероятным способом отравления является использование плодов, которые могут вызвать интерес у человека своей яркой окраской (на вкус плоды сладковаты, имеют неприятный привкус). Среди возможных симптомов отравления — рвота, диарея, слабость, озноб, судороги. В качестве первой помощи могут использоваться промывание желудка взвесью активированного угля, приём солевых слабительных, применение очистительной клизмы. Требуется, чтобы отравившийся оставался в покое. Поскольку отравление может вызвать нарушение сердечной деятельности, следует следить за работой сердца больного.

## Значение и применение
Бересклет бородавчатый издавна культивируется как декоративное растение. Кроме того, растение используется для создания живых изгородей, в том числе тех, которые используются для декоративного оформления заборов, различных хозяйственных построек, мест компостирования; используется также в качестве одного из компонентов защитных лесонасаждений, предназначенных для укрепления склонов оврагов и балок, а также в качестве теневыносливого компонента при групповых озеленительных посадках.
Древесина у бересклета бородавчатого твёрдая, плотная, пригодная для изготовления мелких поделок. В частности, из неё делали ткацкие челноки, музыкальные инструменты, вязальные спицы, гребни и шпильки. В семенах содержится до 54 % жирного масла, которое может быть использовано в мыловарении. Из створок плодов ранее получали жёлтый и коричневый красители. Плоды используются в народной медицине.
В листьях, коре и особенно в корнях растения содержится гутта (в коре корней — от 1 до 35 %) — вещество (стереоизомер каучука), из которого можно получать гуттаперчу. В первой половине XX века (особенно в 1930—1950 годах) проводились работы по использованию бересклета бородавчатого и бересклета европейского (Euonymus europaeus) для получения гуттаперчи в промышленных масштабах, но после того, как химическая промышленность стала производить в достаточном количестве искусственные полимеры, работы с бересклетом прекратились. Закладывались плантации этого растения, корни бересклета заготавливали в большом объёме. С 1 га леса собирали от 0,44 до 4,3 кг сухой коры.
Молодые побеги ощипываются изюбрем (Cervus elaphus xanthopygus) и дикой косулей (Capreolus sp.). Надземная часть включая плоды охотно поедается европейским лосём (Alces alces).

## Классификация

### Таксономия
Euonymus verrucosus Scop., 1771, Fl. Carniol. , ed. 2, 1: 166
Вид Бересклет бородавчатый относится к роду Бересклет (Euonymus) семейства Бересклетовые (Celastraceae) порядка Бересклетоцветные (Celastrales). Кладограмма в соответствии с Системой APG IV по состоянию на декабрь 2023 года:
|  |                                      |  |                                   |                                   |                         |  | ещё 1 семейство | ещё 1 семейство |                        |  |  |  | еще 143 подтвержденных вида и 26 видов, ожидающих подтверждения |
|  |                                      |  |                                   |                                   |                         |  | ещё 1 семейство | ещё 1 семейство |                        |  |  |  | еще 143 подтвержденных вида и 26 видов, ожидающих подтверждения |
|  |                                      |  |                                   | порядок Бересклетоцветные         |                         |  |                 |                 | род Бересклет          |  |  |  |                                                                 |
|  |                                      |  |                                   | порядок Бересклетоцветные         |                         |  |                 |                 | род Бересклет          |  |  |  |                                                                 |
|  | отдел Цветковые, или Покрытосеменные |  |                                   |                                   | семейство Бересклетовые |  |                 |                 | Бересклет бородавчатый |  |  |  |                                                                 |
|  | отдел Цветковые, или Покрытосеменные |  |                                   |                                   | семейство Бересклетовые |  |                 |                 |                        |  |  |  |                                                                 |
|  |                                      |  | ещё 63 порядка цветковых растений | ещё 63 порядка цветковых растений |                         |  |                 | еще 98 родов    | еще 98 родов           |  |  |  |                                                                 |
|  |                                      |  |                                   | ещё 63 порядка цветковых растений |                         |  |                 |                 | еще 98 родов           |  |  |  |                                                                 |

### Синонимы
По информации базы данных Plants of the World Online  (по состоянию на начало 2023 года), в синонимику вида входят следующие названия:
Гетеротипные синонимы
- Euonymus europaeus var. leprosus L.f. (1782)
- Euonymus integerrimus Prokh. (1951)
- Euonymus oligospermus Ohwi (1936)
- Euonymus panonicus Scop. ex C.F.Ludw. (1783)
- Euonymus pauciflorus Maxim. (1859)
- Euonymus pauciflorus var. chinensis (Maxim.) Rehder (1926)
- Euonymus pauciflorus subsp. oligospermus (Ohwi) Okuyama (1962)
- Euonymus verrucosus f. angustifolius (Syr.) Gančev (1979)
- Euonymus verrucosus var. angustifolius Syr. (1931)
- Euonymus verrucosus var. chinensis Maxim. (1859)
- Euonymus verrucosus f. cordatus Gančev (1979)
- Euonymus verrucosus f. laevifolia Beck (1887)
- Euonymus verrucosus f. parvifolius Gančev (1979)
- Euonymus verrucosus f. pauciflorus (Maxim.) Regel (1861)
- Euonymus verrucosus var. pauciflorus (Maxim.) Chin S.Chang, Hui Kim & K.S.Chang (2014)
- Euonymus voitii Graebn. & P.Graebn. (1825)

| |  |  |  |
| Слева направо: кора старых растений, ветви во время активного цветения, летняя и осенняя окраска листвы |  |  |  |